# گیوی اوناشویلی
گیوی اوناشویلی (انگلیسی: Givi Onashvili؛ زادهٔ ۲۷ ژوئیهٔ ۱۹۴۷) جودوکار اهل اتحاد جماهیر شوروی سوسیالیستی بود.